# Styringomyia siberiensis
Styringomyia siberiensis là một loài ruồi trong họ Limoniidae. Chúng phân bố ở miền Cổ bắc.